# Tournoi international de Berlin 1910
Navigation
Édition précédente
Le Tournoi international de Berlin 1910 est la 3e édition du Tournoi international de Berlin. Il se déroule du 10 au 12 février 1910.

## Résultats des matchs et classement

### Premier tour
| 10 février 1910 | Verband Berliner Athletik-Vereine (de) | 1-10 | CP Paris | Berliner Eispalast |

### Demi-finales
| 11 février 1910 | Akademischer SC 1906 Dresden | 4-5 (pr) | CP Paris | Berliner Eispalast |

| 11 février 1910 | Berlin SC | 5-3 (pr) | Brussels IHC | Berliner Eispalast |

### Finale
| 12 février 1910 | Berlin SC | 1-4 | CP Paris | Berliner Eispalast |

## Référence
Article sur hockeyarchives